# Битка при Чалдиран
Битката при Чалдиран се провежда на 23 август 1514 и завършва с блестяща победа за Османската империя над сефевидите. Като резултат османците получават контрола над северозападната част от Иран. Те имат по-голяма и по-добре екипирана армия от 100 000 до 200 000 души, докато иранците са не повече от 40 000. Шах Исмаил I е ранен.

## Предпоставки
След успешната борба за трона на Селим I срещу своите братя той вече е свободен да предприеме действия срещу шиитите къзълбаши, към които се били присъединили другите членове на династията срещу него. Сега той се страхувал дали те няма да настроят населението срещу него и да се обърнат за помощ към шах Исмаил I – лидера на шиитите и владетел на Сефевидската империя. Опитва се да обясни на Исмаил, че къзълбашите са „неверници и еретици“ и взема крайни мерки, за да запази мира в страната. Но Исмаил му отказва и казва, че Селим не трябва да потиска другите мюсюлмани, налагайки строги догми и проливайки кръв.
В същото време, когато Селим I напада от запад, сефевидите са атакувани от изток от узбеките на Шайбани хан, който е убит в битка срещу Исмаил няколко години преди това. Тъй като трябва да води война на два фронта, Исмаил прилага стратегията на опожарената земя срещу Селим на запад.
Щом Селим I разбира, че иранската армия се събира в Чалдиран, решава да нападне иранците там.

## Резултати
След битката при Чалдиран сефевидите губят влиянието си в Анатолия. Османските войски придобиват контрол над източна Мала Азия и Северен Ирак.